# غاوتشو

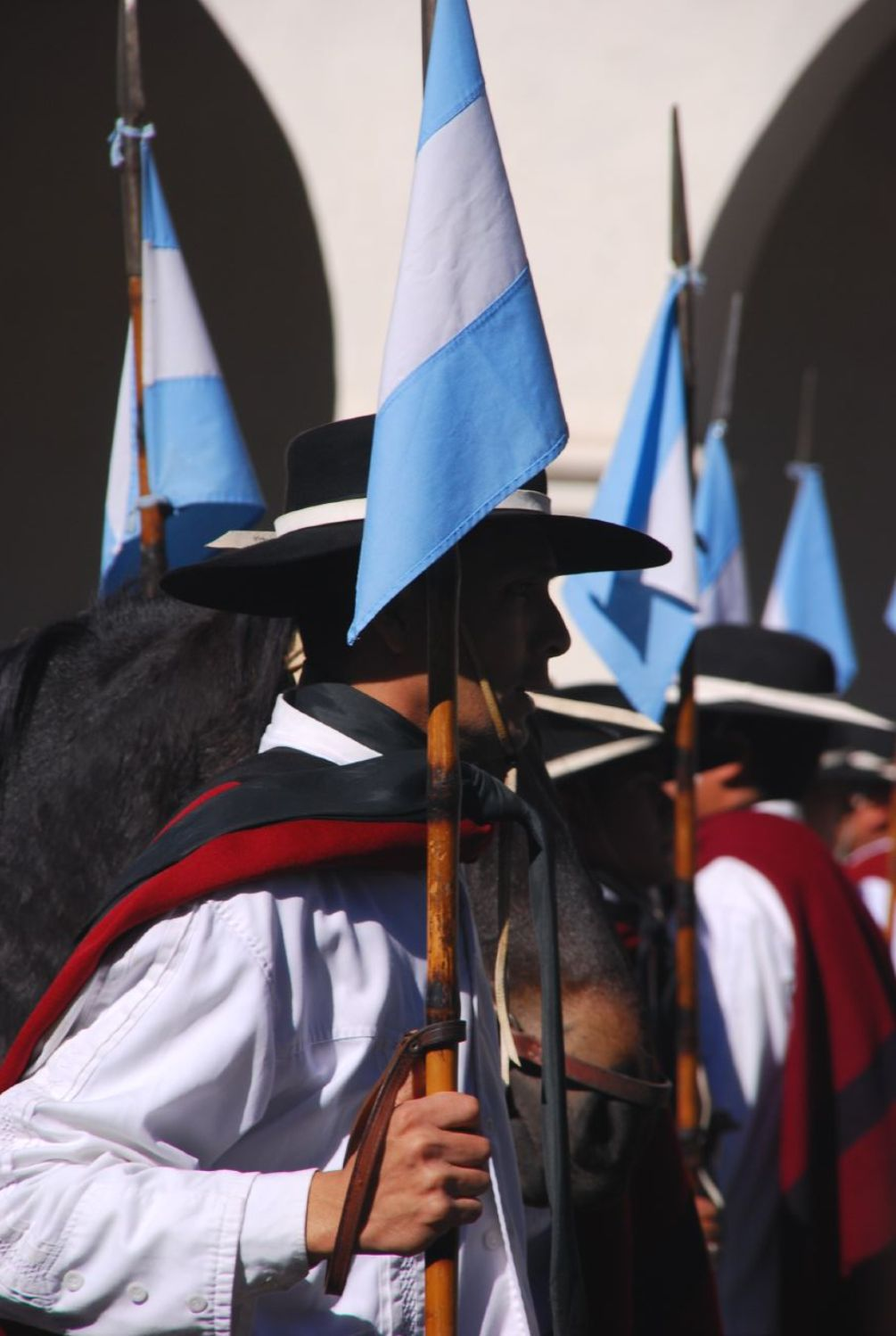

غاوتشو (تلفظ بالإسبانية: ‎/ˈɡautʃo/‏) (تلفظ برتغالي: ‎/ɡaˈuʃu/‏) هو مصطلح يستخدم عادة لوصف سكان أمريكا الجنوبية في سهول السافانا، وفي غران تشاكو، أو مراعي باتاغونيا، وقد جدت أساسًا في أجزاء من جنوب البرازيل، والأرجنتين، وأوروغواي، وشرق وجنوب باراغواي وبوليفيا وجنوب تشيلي.
هناك فرضيات عدة متضاربة بشأن منشأ هذا المصطلح. قد تنبثق من المابوتشي cauchu ("متشرد"). أو من كيشوا huachu ("اليتيمة")، والذي يعطي أيضًا كلمة مختلفة في الأسبانية الأمريكية وهي guacho، وفي البرتغالية البرازيلية غاوتشو. كان أول استخدام له تقريبًا من استقلال الأرجنتين في عام 1816.

## الثقافة
غاوتشو تلعب دور هام ورمزي في المشاعر القومية في كل من الأرجنتين وباراغواي وأوروغواي. في قصيدة ملحمية لمارتن فييرو والتي كتبها خوسيه هرنانديز (يعتبرها البعض ملحمة وطنية أرجنتينية) والذي استخدم غاوتشو باعتباره رمزًا لمكافحة الفساد ورمزًا للتقاليد الوطنية الأرجنتينية، والتي تدور حول النزعات الأوروبية.

## صور

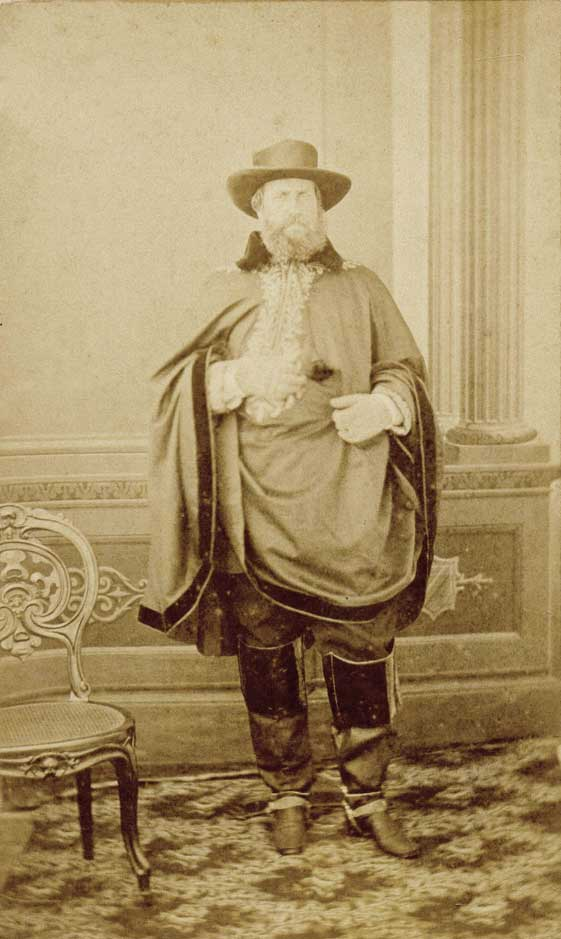
الإمبراطور دوم بيدرو الثاني من البرازيل يرتدي زي غاوتشو النموذجي.